# Friedrich Rudolf (Fürstenberg-Stühlingen)

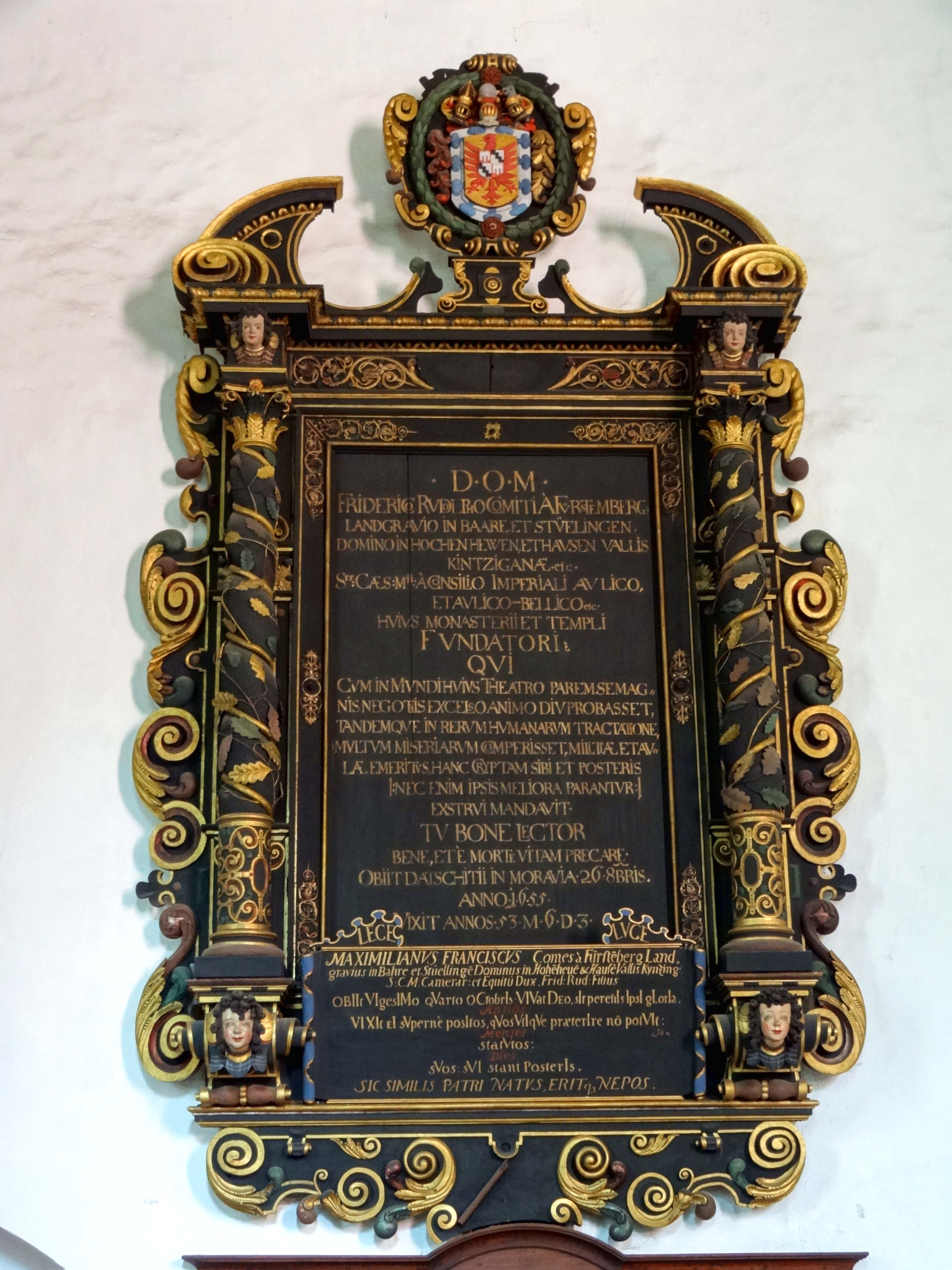
Grabtafel des Grafen Friedrich Rudolf von Fürstenberg-Stühlingen in der Kirche des ehemaligen Kapuzinerklosters in Haslach

Friedrich Rudolf von Fürstenberg-Meßkirch (* 23. April 1602 in Blumberg; † 26. Oktober 1655 in Datschitz) war Graf von Fürstenberg, Landgraf von Stühlingen, Hofkriegsrat, Oberststallmeister und Oberstfeldzeugmeister der kaiserlichen Armee Er gilt als Stammvater der Linie Fürstenberg-Stühlingen.

## Herkunft und Familie
Friedrich Rudolf war der Sohn von Graf Christoph II. von Fürstenberg (1580–1614) und Dorothea Freiin von Sternberg. Er heiratete 1631 in 1. Ehe Maria Maximiliana von Pappenheim (* 1612; † 16. Oktober 1635), eine Tochter des Reichserbmarschalls Maximilian von Pappenheim. Mit ihr hatte er einen Sohn:
- Maximilian Franz (* 12. Mai 1634; † 24. Oktober 1681), kaiserlicher Kämmerer, Trabanten-Hauptmann des Erzherzogs Ferdinand Karl, Oberst des Schwäbischen Kreises[3]

Ein zweiter Sohn, Heinrich Friedrich, geboren am 12. Oktober 1635, überlebte nur einen Tag. Die Mutter starb wenige Tage nach der Geburt.
In 2. Ehe heiratete er am 8. April 1636 in Straßburg Anna Magdalena von Hanau-Lichtenberg, mit der er folgende Kinder hatte:
- Franz (* 17. Juli 1636, † 1636)
- Ferdinand Anselm Eusebius (* 17. Juli 1637; † 1637)
- Maria Franziska (* 7. August 1638; † 24. August 1680), verheiratet am 11. Juli 1655 mit Fürst Hermann Egon von Fürstenberg-Heiligenberg (* 5. November 1627; † 10. September 1674)
- Leopold Adam Ludwig (* 6. Mai 1642; † 13. August 1643)
- Katharina Elisabeth (* 27. April 1643; † 1643)

## Leben
Friedrich Rudolf studierte in Freiburg. Es wurde ihm eine Affäre mit der Frau seines Vetters, Jakob Ludwig, nachgesagt. Diese Helene Eleonora von Schwendi war die Enkelin des Lazarus von Schwendi. Friedrich Rudolf wurde für 6 Monate auf Schloss Wartenberg gefangen gehalten. Nach seiner Flucht nach Böhmen forderte er beim Kaiser zur Wiedergutmachung eine Entschädigung. Eine Untersuchung des damit beauftragten Kurfürsten von Bayern Maximilian kam nie zum Abschluss und die Angelegenheit blieb ungeklärt. Friedrich Rudolf konnte am kaiserlichen Hof gleichwohl Kämmerer und Reichshofrat werden. Auch am Münchner Hof avancierte er und kam in den Rang eines Generalmajors. Er wurde als Diplomat und als Geheimkurier zwischen Wallenstein und dem Wiener Hof eingesetzt. 1638 erhielt er auch ein militärisches Kommando im Feldzug von Savelli und Werth zum Entsatz von Stadt und Festung Rheinfelden. Nach der Schlacht bei Rheinfelden war er aufgrund seines Verhaltens schweren Anfeindungen durch die anderen kaiserlichen Offiziere ausgesetzt.
Gleichwohl wurde er am 6. März 1639 in Wien zum Mitglied des Hofkriegsrates ernannt. Kurz zuvor war sein Schwiegervater, Maximilian von Pappenheim, verstorben und hatte seinem Enkel, Friedrich Rudolfs Sohn die Landgrafschaft Stühlingen vermacht. Friedrich Rudolf nahm diese in Besitz, obwohl auch die Pappenheimer, die Habsburger und die Fürstenberger aus der Heiligenberger Linie Ansprüche erhoben. Weiterhin erbte Friedrich Rudolf von seiner Tante, Hippolyta Frantiska von Berka von Dubá und Leipa (geborene von Fürstenberg) Besitzungen in Böhmen (Datschitz, Budischau, Neu Wessely, Rossitz, Statina und Markwaretz). Am 10. November 1642 wurde ihm das große Palatinat verliehen und 1651 wurde er zum kaiserlichen Oberstfeldzeugmeister ernannt.
Als im Sommer 1648 schwedische Truppen die Prager Kleinseite eroberten, wurde Friedrich Rudolf durch den in schwedischen Diensten stehenden Kommandeur, Hans Christoph von Königsmarck, gefangen genommen und erst nach Zahlung eines hohen Lösegeldes wieder freigelassen. Das Lösegeld mussten seine Untertanen im Kinzigtal aufbringen, die schon zuvor durch die Versorgung der kaiserlichen Besatzung in Offenburg stark belastet wurden.
Am 26. Oktober 1655 starb Friedrich Rudolf während eines Aufenthaltes in seiner böhmischen Besitzung Datschitz an den Folgen eines anhaltenden Keuchhustens. Seine Eingeweide wurden in Datschitz bestattet, während die übrige Leiche im Kapuzinerkloster Haslach in Haslach im Kinzigtal beigesetzt wurde, das der Graf 1630 bis 1632 bauen ließ. Dort erinnert eine Grabplatte an den Grafen.